# フィン・イェルチ
フィン・イェルチ（Finn Jeltsch, 2006年7月17日 - ）は、ドイツのバイエルン州ノイエンデッテルザウ出身のプロサッカー選手。ブンデスリーガのVfBシュトゥットガルト所属。ポジションはディフェンダー。　

## 経歴

### ニュルンベルク
2015年から1.FCニュルンベルクのユースアカデミーに加入。
2024年2月18日、2. ブンデスリーガの1.FCカイザースラウテルン戦でプロデビューした。6月にはニュルンベルクと長期契約を結んだ。

### シュトゥットガルト
2025年2月3日にブンデスリーガのVfBシュトゥットガルトへ完全移籍し、5年半の契約を結んだ。15日のVfLヴォルフスブルク戦でブンデスリーガ公式戦に初出場。4月2日にはDFBポカール準決勝のRBライプツィヒ戦にフル出場し、勝利に貢献。チームは12年ぶりの決勝進出となった。試合後、シュトゥットガルトのCEOであるファビアン・ヴォルゲムスはイェルチのパフォーマンスを絶賛した。チームはアルミニア・ビーレフェルトとの決勝にも勝利し、18年ぶりとなる優勝を果たした。

## 代表歴
2023年のFIFA U-17ワールドカップ、UEFA U-17欧州選手権にドイツ代表で出場し、いずれも優勝した。
2024年、U-19ドイツ代表に初選出された。

## タイトル

### クラブ
シュトゥットガルト
- DFBポカール：2024-25

### 代表
U-17ドイツ代表
- FIFA U-17ワールドカップ：2023
- UEFA U-17欧州選手権：2023